# Azzaba
Azzaba (en àrab عزابة, ʿAzzāba; en amazic ⵄⵣⵣⴰⴱⴰ) és una comuna rural de la província de Sufruy, a la regió de Fes-Meknès, al Marroc. Segons el cens de 2014 tenia una població total de 6.444 persones.